# Hydrops triangularis
Espèce
Synonymes
- Elaps triangularis Wagler, 1824
- Hydrops triangularis bassleri Roze, 1957
- Hydrops triangularis bolivianus Roze, 1957
- Hydrops triangularis fasciatus Roze, 1957
- Hydrops triangularis neglectus Roze, 1957
- Hydrops triangularis venezuelensis Roze, 1957

Hydrops triangularis  est une espèce de serpents de la famille des Dipsadidae.

## Répartition
Cette espèce se rencontre :
- à Trinité ;
- au Suriname ;
- au Guyana ;
- en Guyane ;
- au Brésil ;
- au Venezuela ;
- en Colombie ;
- en Équateur ;
- dans l'est du Pérou ;
- en Argentine dans les provinces de Corrientes, du Chaco, de Misiones, de Santa Fe et d'Entre Ríos.

## Publications originales
- Roze, 1957 : Resumen de una revision del genero Hydrops (Wagler), 1830 (Serpentes: Colubridae). Acta Biológica Venezuelica, vol. 2, no 8, p. 51-95.
- Wagler, 1824 : Serpentum Brasiliensium species novae, ou histoire naturelle des espèces nouvelles de serpens. in Jean de Spix, Animalia nova sive species novae, p. 1-75 (texte intégral).